# پیر علی تاز
پیر علی تاز وزیر پیرمحمد جهانگیر فرزند میرزا جهانگیر و نوه امیر تیمور گورکان می‌باشد. وی در اوایل قرن نهم هجری برضد تیموریان ادعای استقلال می نماید و پیرمحمد جهانگیر را به قتل می‌رساند.

## زندگینامه
در سال ۸۰۸ پیرمحمد پسر جهانگیر و منتخب تیمور به جانشینی که او نیز مانند خلیل سلطان حمایت کننده ای در میان امیرزادگان و حاکمان قلمرو تیمور نیافته بود، برای احقاق حق خویش از قندهار به سوی سمرقند حمله برد و در نزدیکی نسف با سپاه خلیل سلطان روبه‌رو گردید، ولی شکست خورد و بازگشت و در ۸۰۹ ق به دست پیرعلی تاز کشته شد.
به نوشته ابن عربشاه در عجائب المقدور فی نوائب تیمور پیرعلی تاز پس از مرگ تیمور علیه امیرزاده پیرمحمد قیام می‌نماید و همچنین ادعای استقلال می‌گند.
معین الدین شاهرخ تیموری پس از استقرار بر تخت سلطنت به دفع پیرعلی تاز می‌پردازد. پیرعلی تاز در پی این حمله به بلخ و به هنگام فرار بدست یاران خود کشته می‌شود.(حبیب السیر، چ خیام، ج ۳، ص ۵۰۳ و صص ۵۶۴ - ۵۶۶) (تاریخ عصر حافظ، ج ۱، ص ۴۰۲) (از سعدی تا جامی، ص ۴۱۳).

## پی نوشت ها
1. ↑  http://www.loghatnaameh.org/dehkhodaworddetail-86448523ca54409cbff68b566afbb5ac-fa.html%5Bپیوند+مرده%5D